# Вальдемар Аттердаг собирает дань с Висбю
«Вальдемар Аттердаг собирает дань с Висбю» (швед. Valdemar Atterdag brandskattar Visby) — картина на историческую тему, написанная в 1882 году шведским художником Карлом Густавом Хелльквистом.

## Описание
На картине изображено, как датский король Вальдемар IV Аттердаг собирает дань с жителей готландской столицы летом 1361 года — после исторической битвы при Висбю, завершившей собой вторжение на остров датского войска. Согласно историческим преданиям, укоренившимся в шведском национальном самосознании и фольклоре, датский король-победитель распорядился, чтобы жители богатого торгового ганзейского города наполнили три больших пивных бочки золотом, серебром и драгоценностями, пригрозив в противном случае сожжением города.
Выкуп жителей Висбю получил известность как «огненная», или «пожарная» дань Brandskattning. В те времена существовал жестокий обычай, когда захватчики обирали побеждённые селения и города под угрозой полного сожжения всех строений в случае отказа или неспособности проигравшей стороны к уплате дани.
Сам король Вальдемар Аттердаг сидит справа на высоком красном троне перед собором Святой Екатерины и наблюдает за горожанами, несущими дань. Его охраняют верные рыцари в доспехах и шлемах-кюбельхельмах. В центре картины виден бургомистр Висбю со своей семьёй. Он в гневе сжимает кулаки и смотрит на датского короля, его благочестивая жена взирает в небеса, а маленькая дочь со страхом сжимает любимую куклу. За ними восточный купец с супругой, послушно ссыпающие в центральную бочку золотые монеты. Справа виден ростовщик-иудей в юденхуте со шкатулкой, несущий свои ценности с помощью мальчика-слуги. За ним заметен бесстрастный монах-францисканец, наполняющий правую бочку монетами. Слева городской стражник с глефой подталкивает нерешительного горожанина к левой бочке, у которой другой бюргер безжалостно сдирает кольца с пальцев своей жены. На заднем плане виден отряд наёмников, на которых взирают из окон и с балконов недовольные жители.

## Анахронизмы

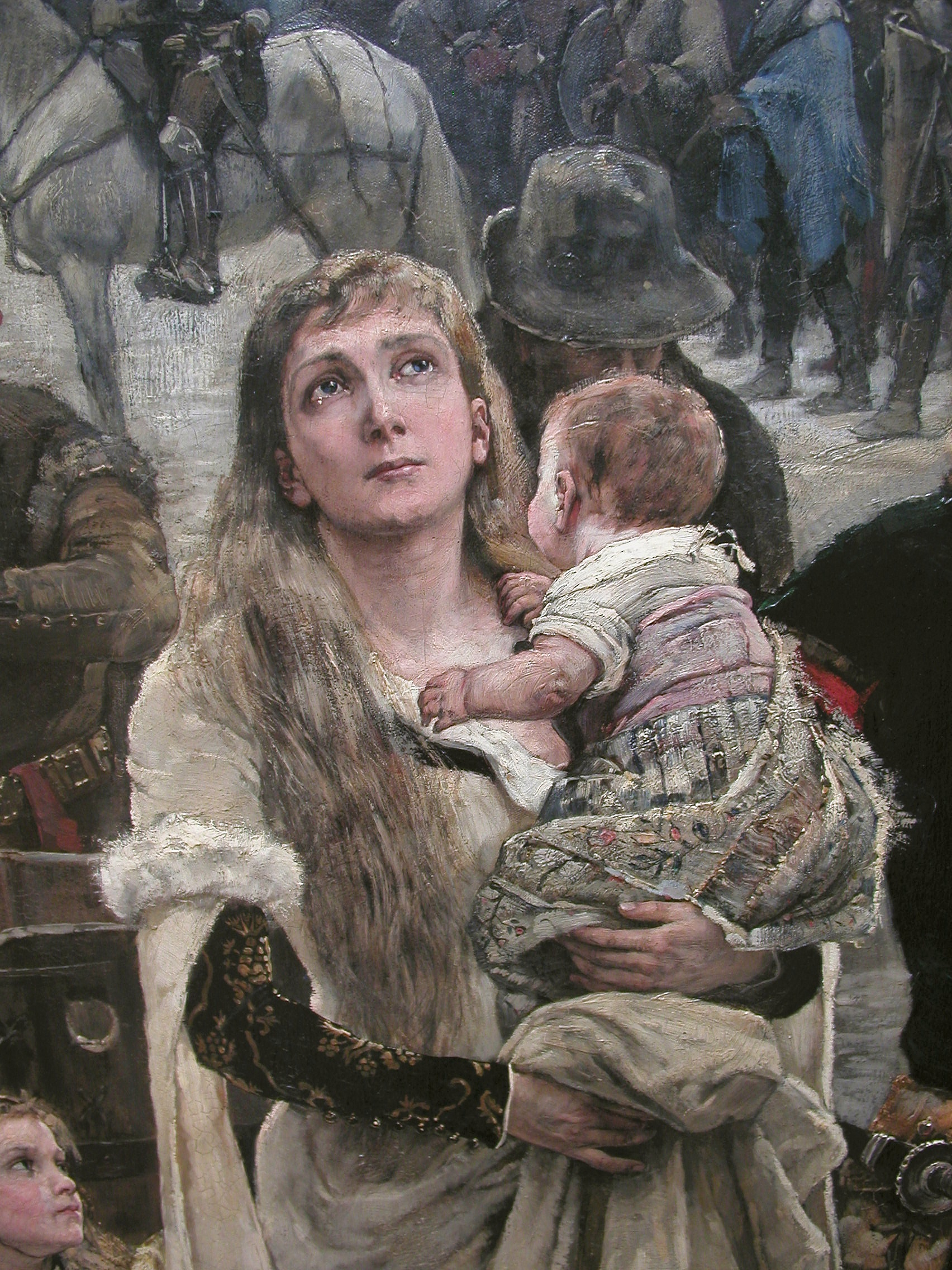
Деталь картины

Картина была написана Хелльквистом в Мюнхене в 1881—1882 годах, спустя более пяти веков после памятных событий 1361 года, поэтому в её деталях заметно немало анахронизмов. К числу их следует, к примеру, отнести собаку породы такса, которая заметна у левой пивной бочки. Порода эта выведена была лишь в XVI веке, а на острове Готланд появилась не ранее XVII столетия. Исторически в Висбю никогда не строили и подобных жилых зданий, которые художник наблюдал во время своего путешествия по северной Германии. Супруга бургомистра Висбю на картине стоит с непокрытой головой, хотя известно, что замужние женщины XIV века в Швеции могли появиться на людях только в головных уборах. Не соответствуют изображаемой эпохе и некоторые элементы доспехов и вооружения, к примеру, возглавляющий отряд наёмников рыцарь одет в шлем второй половины XIV века, но ножные латы его относятся скорее ко второй половине XV столетия. Первое упоминание о евреях в Швеции появляется в документах намного позже, в XVI веке, и присутствие в Висбю изображённого на картине иудея представляется маловероятным.

## Значение
Вместе с тем, масштабное полотно Хелльквиста «Вальдемар Аттердаг собирает „огненную дань“ с Висбю» отражало общий уровень историко-археологических знаний, которыми располагали в 1880-х годах европейские учёные, в первую очередь немецкие.
В 1882 году оно было награждено золотой медалью на выставке изобразительных искусств в Вене и сейчас является частью коллекции Национального музея в Швеции, куда была пожертвована в 1891 году.
Картина Карла Хелльквиста вдохновила Сельму Лагерлёф, которая увидела её на художественной выставке, на написание рассказа о том, какое сильное впечатление это произведение изобразительного искусства произвело на шведскую писательницу. Первоначально рассказ был опубликован в журнале «Норманн» в 1892 году под названием «Полчаса в Ассоциации искусств» («швед. En halftimme i Konstföreningen»), а в 1894 году он вышел в сборнике её рассказов «Невидимые узы» («швед. Osynliga länkar») уже под одноименным названием с картиной «Вальдемар Аттердаг собирает дань с Висбю».
Впоследствии картина, исполненная в стиле романтического национализма, стала хрестоматийной и постоянно размещается в шведских школьных учебниках.